# Ancinus depressus
Ancinus depressus är en kräftdjursart som först beskrevs av Thomas Say 1818.  Ancinus depressus ingår i släktet Ancinus och familjen Ancinidae.
Artens utbredningsområde är Mexikanska golfen. Inga underarter finns listade i Catalogue of Life.